# Barly (Passo de Calais)
Barly é uma comuna francesa na região administrativa de Altos da França, no departamento de Passo de Calais. Estende-se por uma área de 6,15 km². Em 2010 a comuna tinha 224 habitantes (densidade: 36,4 hab./km²).